# フットサルマガジンピヴォ!
フットサルマガジンピヴォ!（FUTSAL MAGAZINE Pivo!）は、かつてムース出版が発行・編集し、三栄書房（ニューズ出版と統合）から発売されていた、フットサル専門の雑誌である。
2000年4月7日に創刊。2011年9月15日発売の「Vol.69」を以って休刊となった。